# アーサー・フォーブス (第2代グラナード伯爵)
第2代グラナード伯爵アーサー・フォーブス（英語: Arthur Forbes, 2nd Earl of Granard、1656年頃 – 1734年8月24日）は、アイルランド王国の貴族、軍人。1684年から1695年までフォーブス子爵の儀礼称号を使用した。

## 生涯
初代グラナード伯爵アーサー・フォーブスとキャサリン・ニューコメン（Catharine Newcomen、1714年12月8日没、第4代準男爵サー・ロバート・ニューコメンの娘）の息子として、1656年頃に生まれた。
1686年から1688年までグラナード伯爵の歩兵連隊の隊長を務めたが、ウィリアム3世により解任されロンドン塔に投獄された。また、テュレンヌ子爵の部下として従軍したこともあり、大トルコ戦争では1686年のブダ包囲戦に参戦した。
1695年に父が死去すると、グラナード伯爵の爵位を継承、1707年8月2日にアイルランド貴族院議員に就任した。
1734年8月24日にダブリン近郊で死去、息子ジョージが爵位を継承した。

## 家族
1678年10月、メアリー・ロードン（Mary Rawdon、1661年 – 1724年4月1日、初代準男爵サー・ジョージ・ロードンの娘）と結婚、3男2女をもうけた。
- アーサー（1704年8月13日没） - 陸軍軍人。ヘヒシュテットの戦いで戦死
- 男子
- ジョージ（英語版）（1685年 – 1765年） - 第3代グラナード伯爵、子供あり
- ジェーン（1760年10月没） - ジョサイアス・シャンペイン（Josias Champagne）と結婚、子供あり
- ドロシー（1779年5月17日没）